# 李居明 (棒球運動員)
李居明（1959年6月8日—），臺灣棒球選手、教練，台南縣新營市人，球員時期屢次當選國手，兄弟象隊成立時被其高薪挖角，之後更隨著中華職棒創立而成為職業球員，是兄弟象隊職棒三年到職棒五年首次三連霸的主要球員之一，因其完整的四級棒球與職棒資歷，其一生的榮耀就等於是一部台灣棒球發展史，故被譽為棒球先生。2005年球季起擔任中華職棒兄弟象隊打擊教練，2008年遭到兄弟象解約，隨後在桃園航空城棒球隊擔任總教練一職。2013年至2015年，擔任義大犀牛的外野教練。

## 個人檔案

### 基本資料
- 生日：1959 年 6 月 8 日
- 身高：179公分
- 體重：84公斤
- 投打：右打右投
- 位置：左外野
- 學歷：文化大學
- 綽號：棒球先生
- 興趣：釣魚

### 經歷
新民國小→美和初中→美和高中→文化大學→（CPBL）兄弟象隊→（TML）高屏雷公隊→(TML)誠泰太陽隊總教練→(TML)嘉南勇士隊外野守備及打擊教練→「日安你好」咖啡廳店長→(CPBL)兄弟象隊打擊教練→(CPBL)兄弟象隊首席教練→(CPBL)義大犀牛隊外野教練

## 職棒生涯成績

### 中華職棒
- (粗黑體字為該年度最佳或最高成績)

| 年度 | 球隊   | 出賽 | 打數 | 安打 | 全壘打 | 打點 | 得分 | 盜壘 | 四死 | 被三振 | 壘打數 | 雙殺打 | 打擊率 | 上壘率 | 長打率 | 整體攻擊指數 |
| ---- | ------ | ---- | ---- | ---- | ------ | ---- | ---- | ---- | ---- | ------ | ------ | ------ | ------ | ------ | ------ | ------------ |
| 1990 | 兄弟象 | 88   | 335  | 97   | 8      | 42   | 43   | 3    | 31   | 34     | 144    | 6      | 0.290  | 0.345  | 0.430  | 0.775        |
| 1991 | 兄弟象 | 77   | 242  | 57   | 7      | 21   | 28   | 4    | 25   | 20     | 91     | 6      | 0.236  | 0.307  | 0.376  | 0.683        |
| 1992 | 兄弟象 | 89   | 327  | 95   | 8      | 43   | 40   | 11   | 29   | 32     | 141    | 6      | 0.291  | 0.344  | 0.431  | 0.775        |
| 1993 | 兄弟象 | 87   | 314  | 97   | 7      | 48   | 43   | 7    | 32   | 16     | 147    | 7      | 0.309  | 0.363  | 0.468  | 0.831        |
| 1994 | 兄弟象 | 85   | 323  | 113  | 5      | 52   | 45   | 4    | 23   | 24     | 156    | 6      | 0.350  | 0.387  | 0.483  | 0.870        |
| 1995 | 兄弟象 | 79   | 303  | 95   | 4      | 40   | 33   | 5    | 20   | 30     | 124    | 8      | 0.314  | 0.351  | 0.409  | 0.760        |
| 1996 | 兄弟象 | 100  | 356  | 96   | 8      | 58   | 44   | 0    | 42   | 41     | 134    | 15     | 0.270  | 0.339  | 0.376  | 0.715        |
| 1997 | 兄弟象 | 96   | 360  | 119  | 5      | 51   | 42   | 1    | 36   | 39     | 158    | 10     | 0.331  | 0.386  | 0.439  | 0.825        |
| 1998 | 兄弟象 | 92   | 320  | 86   | 3      | 36   | 33   | 4    | 30   | 30     | 112    | 12     | 0.269  | 0.330  | 0.350  | 0.680        |
| 合計 | 9年    | 793  | 2880 | 855  | 55     | 391  | 351  | 39   | 268  | 266    | 1207   | 76     | 0.297  | 0.352  | 0.419  | 0.771        |

### 台灣大聯盟
| 年度   | 球隊     | 出賽數 | 打數 | 得分 | 安打 | 二壘打 | 三壘打 | 全壘打 | 壘打數 | 打點 | 盜壘 | 四死球 | 三振 | 打擊率 |
| ------ | -------- | ------ | ---- | ---- | ---- | ------ | ------ | ------ | ------ | ---- | ---- | ------ | ---- | ------ |
| 1999年 | 高屏雷公 | 76     | 281  | 33   | 95   | 12     | 3      | 3      | 122    | 34   | 5    | 18     | 27   | .338   |
| 2000年 | 高屏雷公 | 60     | 211  | 12   | 50   | 12     | 1      | 0      | 64     | 20   | 0    | 13     | 13   | .237   |
| 總計   | 2年      | 136    | 492  | 45   | 145  | 24     | 4      | 3      | 186    | 54   | 5    | 31     | 40   | .295   |

## 個人獎項
（CPBL=中華職棒，TML=台灣大聯盟）
- 最佳十人獎：（CPBL）1992年－1994年、1997年（外野手）
- 金手套獎：（CPBL）1993年－1994年（外野手）
- 單月MVP：（CPBL）1998年6月

## 特殊紀錄
- 達成1千支安打：2000年10月6日，台中金剛 vs. 生活雷公，高雄縣立澄清湖棒球場，7局下。
- 台灣職棒史上第一位達成千安的選手（橫跨兩聯盟）。
- 其他特殊紀錄：
  - 1990年4月26日，在CPBL打出第1支全壘打（投手：廖照鎔；打點：1分；台北市立棒球場）
  - 1997年6月7日，在CPBL打出第50支全壘打（投手：阿里B.A；打點：1分；台南市立棒球場）
  - 1999年6月13日，在TML打出第1支全壘打（投手：史迪瑞R.S；打點：1分；高雄市立德棒球場）

## 年表
- 1974年－第十四屆蓋瑞城青少棒賽中華青少棒代表隊
- 1976年－第九屆羅德岱堡青棒賽中華青棒代表隊
- 1977年－第十屆羅德岱堡青棒賽中華青棒代表隊
- 1982年－第二十七屆世界盃棒球錦標賽中華成棒代表隊
- 1984年－退伍後加入剛成立兄弟飯店棒球隊
- 1984年－第二十三屆洛杉磯奧運會表演賽中華成棒代表隊
- 1984年－第二十八屆世界盃棒球錦標賽中華成棒代表隊
- 1985年－第十三屆亞洲棒球錦標賽中華成棒代表隊
- 1985年－第七屆洲際盃中華成棒代表隊
- 1986年－第二十九屆世界盃棒球錦標賽中華成棒代表隊
- 1987年－第十四屆亞洲棒球錦標賽中華成棒代表隊
- 1987年－第八屆洲際盃中華成棒代表隊
- 1988年－第三十屆世界盃棒球錦標賽中華成棒代表隊
- 1988年－第二十四屆漢城奧運會中華成棒代表隊
- 1988年－第一屆會長盃中華成棒代表隊
- 1990年－隨兄弟象隊一起進入中華職棒。
- 1999年－結束與中華職棒兄弟象隊賓主關係，經選秀加入台灣大聯盟嘉南勇士隊，但立即被交易至年代雷公隊。
- 2001年－正式退休並加入誠泰太陽隊擔任總教練一職。
- 2002年－因與那魯灣公司互動不佳遭撤換，安排轉任嘉南勇士隊打擊教練職務。
- 2004年－十二月十日重返中華職棒兄弟象隊，擔任打擊教練職務。
- 2006年－十月十一日升任首席教練職務。

## 外部連結
- 李居明在台灣棒球維基館上的頁面（繁體中文）
- 李居明在中華職棒
- 李居明在Baseball-Reference.com（小聯盟以及海外聯盟）（英语）
- 李居明在Olympedia（英语）